# Todd Smith
Todd Smith è l'undicesimo album discografico in studio del cantante hip hop statunitense LL Cool J, pubblicato nel 2006.

## Tracce
1. It's LL and Santana - feat. Juelz Santana
2. Control Myself - feat. Jennifer Lopez
3. Favorite Flavor - feat. Mary J. Blige
4. Freeze - feat. Lyfe Jennings
5. Best Dress - feat. Jamie Foxx
6. Preserve the Sexy - feat. Teairra Marí
7. What You Want - feat. Freeway
8. I've Changed - feat. Ryan Toby
9. Ooh Wee - feat. Ginuwine
10. 1 Fan - feat. Miredys Peguero
11. Down the Aisle - feat. 112
12. We're Gonna Make It - feat. Mary Mary
13. So Sick (Remix) - feat. Ne-Yo (bonus track USA)

## Classifiche
- Billboard 200 - #6